# Brzozówko
Brzozówko (niem. Brosowken, 1938–1945 Birkenhöhe) – wieś w Polsce położona w województwie warmińsko-mazurskim, w powiecie węgorzewskim, w gminie Budry.
W latach 1975–1998 miejscowość administracyjnie należała do województwa suwalskiego.
Częścią wsi Brzozówko jest Brzozowska Góra. Dawniej przysiółkami wsi Brzozówko były dziś już nieistniejące: Brzeźnik (niem. Birkenhain), Gnaty (niem. Friedrichsfelde) i Leśnica (niem. Waldfriede).